# العلاقات الأيرلندية الفيجية
العلاقات الأيرلندية الفيجية هي العلاقات الثنائية التي تجمع بين جمهورية أيرلندا وفيجي.

## مقارنة بين البلدين
هذه مقارنة عامة ومرجعية للدولتين:
| وجه المقارنة                                              | جمهورية أيرلندا                                       | فيجي                                                                 |
| --------------------------------------------------------- | ----------------------------------------------------- | -------------------------------------------------------------------- |
| المساحة (كم2)                                             | 70.27 ألف                                             | 18.27 ألف                                                            |
| عدد السكان (نسمة)                                         | 4.76 مليون                                            | 915.30 ألف                                                           |
| الكثافة السكانية (ن./كم²)                                 | 67.74                                                 | 50.1                                                                 |
| العاصمة                                                   | دبلن                                                  | سوفا                                                                 |
| اللغة الرسمية                                             | اللغة الأيرلندية، لغة إنجليزية، الإنجليزية الأيرلندية | لغة إنجليزية، اللغة الفيجية، اللغة الفيجي الهندية، اللغة الهندستانية |
| العملة                                                    | جنيه أيرلندي، يورو، عملات اليورو الأيرلندية           | دولار فيجي                                                           |
| الناتج المحلي الإجمالي (بليون دولار)                      | 333.73 مليار                                          | 5.06 مليار                                                           |
| الناتج المحلي الإجمالي (تعادل القوة الشرائية) بليون دولار | 318.16 مليار                                          | 8.32 مليار                                                           |
| الناتج المحلي الإجمالي الاسمي للفرد دولار أمريكي          | 61.13 ألف                                             | 4.96 ألف                                                             |
| الناتج المحلي الإجمالي للفرد دولار أمريكي                 |                                                       | 8.79 ألف                                                             |
| مؤشر التنمية البشرية                                      | 0.916                                                 | 0.727                                                                |
| رمز المكالمات الدولي                                      | +353                                                  | +679                                                                 |
| رمز الإنترنت                                              | .ie                                                   | .fj                                                                  |
| المنطقة الزمنية                                           | 00، ت ع م+01:00، أوروبا/دبلن ‏                         | ت ع م+12:00                                                          |

## منظمات دولية مشتركة
يشترك البلدان في عضوية مجموعة من المنظمات الدولية، منها:
| علم المنظمة | اسم المنظمة                               | تاريخ انضمام جمهورية أيرلندا | تاريخ انضمام فيجي |
| ----------- | ----------------------------------------- | ---------------------------- | ----------------- |
|             | المنظمة الهيدروغرافية الدولية             | ?                            | ?                 |
|             | الاتحاد البريدي العالمي                   | ?                            | ?                 |
|             | بنك التنمية الآسيوي                       | 2006                         | 1970              |
|             | يونسكو                                    | 3 أكتوبر 1961                | 14 يوليو 1983     |
|             | البنك الدولي للإنشاء والتعمير             | 8 أغسطس 1957                 | 28 مايو 1971      |
|             | منظمة التجارة العالمية                    | ?                            | ?                 |
|             | وكالة ضمان الاستثمار متعدد الأطراف        | 27 أكتوبر 1989               | 24 سبتمبر 1990    |
|             | الاتحاد الدولي للاتصالات                  | 8 ديسمبر 1923                | 5 مايو 1971       |
|             | منظمة الشرطة الجنائية الدولية             | ?                            | ?                 |
|             | مؤسسة التمويل الدولية                     | 11 سبتمبر 1958               | 12 يوليو 1979     |
|             | الأمم المتحدة                             | 14 ديسمبر 1955               | 13 أكتوبر 1970    |
|             | مؤسسة التنمية الدولية                     | 22 ديسمبر 1960               | 29 سبتمبر 1972    |
|             | منظمة حظر الأسلحة الكيميائية              | ?                            | ?                 |
|             | المركز الدولي لتسوية المنازعات الاستشارية | 7 مايو 1981                  | 10 سبتمبر 1977    |

## وصلات خارجية
- موقع وزارة الخارجية الفيجية